# John A. Macdonald
John Alexander Macdonald (11 de enero de 1815-6 de junio de 1891) fue el 1.er primer ministro de Canadá, del 1 de julio de 1867 hasta el 5 de noviembre de 1873, repitiendo en el cargo del 17 de octubre de 1878 hasta el 6 de junio de 1891.

## Biografía
John Alexander Macdonald nació el 11 de enero de 1815 en Glasgow (Escocia). Sus padres fueron Hugh Macdonald, un comerciante fracasado, y su esposa, Helen Shaw. Su familia emigró a Kingston (Alto Canadá) en 1820. El negocio de Hugh comenzó a repuntar en Canadá, lo que permitió que el joven John pudiera asistir a las mejores escuelas de la zona.
Macdonald terminó sus estudios de Derecho en 1834 e instaló su propio despacho en Kingston, donde se ganó el respeto de muchos de sus conciudadanos por su defensa fracasada pero sólida de los raiders estadounidenses que fueron capturados en la batalla del molino de viento (1838, cerca de Prescott, Ontario).
En 1843, a los 28 años, se casó con Isabella Clark, prima segunda suya. Poco después de la boda, Isabella cayó enferma, dependiendo a partir de entonces de medicación continua y pasando la mayor parte del tiempo en cama. A pesar de la enfermedad, la pareja tuvo dos hijos: John Alexander, que murió a los 13 meses, y Hugh John, que fue criado por la hermana de Macdonald, Margarita, y su marido, James Williamson, después de la muerte de Isabella en 1857. Hugh John se convertiría en primer ministro de la provincia canadiense de Manitoba.
En 1867, se casó con su segunda esposa, Susan Agnes Bernard (1836-1920). Tuvieron una hija, Margarita Maria Theodora Macdonald (1869-1933), que padecía hidrocefalia.
Macdonald aparece en los billetes de 10 dólares canadienses.

## Carrera política
En 1843, John Alexander Macdonald comenzó su carrera política. Fue elegido en el poder legislativo de la provincia de Canadá un año después, ganándose el reconocimiento de sus pares y entrando a formar parte de la administración de William Henry Draper en 1847. Sin embargo, tuvo que dejar su puesto cuando el gobierno de Draper perdió las elecciones siguiente. Abandonó el Partido Conservador, y en 1854, ayudó en la fundación del Partido Liberal-Conservador, bajo el liderazgo de Allan McNab. En poco tiempo, el nuevo partido atrajo a gran parte de los votantes conservadores así como a algunos centristas reformadores. Los liberales-conservadores llegaron al poder ese año, y Macdonald fue nombrado fiscal general por el nuevo gobierno. Durante el tiempo que estuvo en el gabinete, fue el ministro con más poder.
En las siguientes elecciones, fue nombrado primer ministro de las Provincias de Canadá junto a Étienne-Paschal Taché durante los años 1856 y 1857. En 1857, Étienne-Paschal Taché renunció al cargo y fue sustituido por George-Étienne Cartier, pero la nueva pareja perdió las elecciones de 1858, por lo que fue obligada a renunciar. Sin embargo, Cartier fue nombrado otra vez primer ministro por el nuevo gobierno, volviendo a tener a Macdonald como ayudante.
La pareja volvió a ser vencida en las elecciones de 1862, por lo que Macdonald pasó a ocupar el liderazgo de la oposición hasta las elecciones de 1864, cuando Taché volvió a la vida política y se unió a Macdonald para volver al gobierno.
Entre 1864 y 1867, Macdonald se alió con el reformista George Brown, formando la llamada gran coalición, con la idea de llegar a una confederación con todas las colonias de Canadá. Macdonald se dedicó en este periodo a organizar la legislación necesaria para esa confederación, que se vio completada tras la conferencia de confederación que tuvo lugar en Londres en 1866. En 1867, el acuerdo fue llevado al Parlamento británico, quien aprobó el Acta para la Norteamérica Británica, creando el Dominio de Canadá. Además de la creación del Dominio, la hasta entonces Provincia de Canadá fue dividida en dos provincias: Quebec y Ontario.
La reina Victoria recompensó a Macdonald por el importante papel que había tenido en la Confederación. Su nombramiento como caballero comendador de la Orden de San Miguel y San Jorge fue anunciado el mismo día que el nacimiento del Dominio, el 1 de julio de 1867.

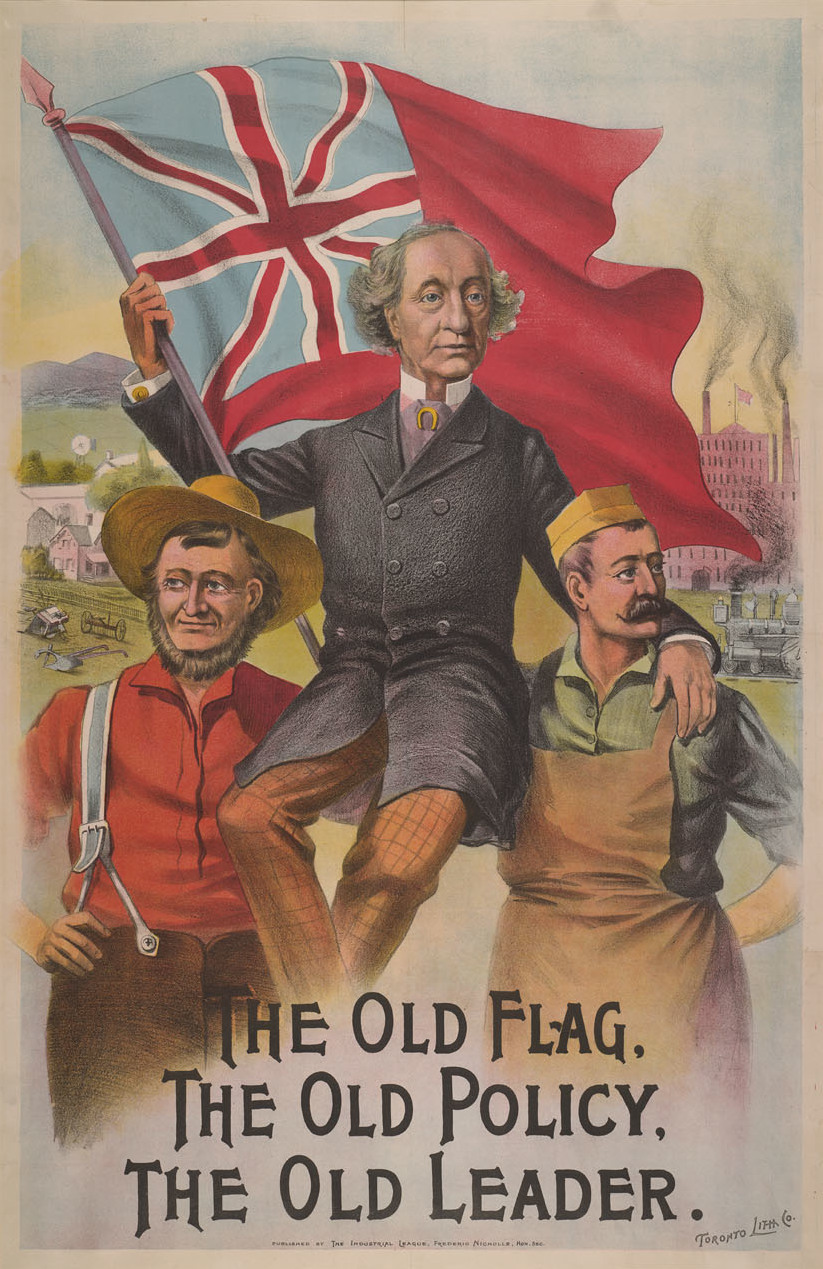
Cartel electoral de 1891.

Tras las elecciones que tuvieron lugar en agosto de ese año, Macdonald fue nombrado primer ministro del país.
Los planes de gobierno de Macdonald pasaban por ampliar el territorio y unificarlo. De ese modo, bajo su mandato Canadá compró Rupert's Land y los Territorios Noroccidentales a la Hudson's Bay Company por 300 000 libras (alrededor de 11 500 000 de los actuales dólares canadienses). Estas tierras se convirtieron en los Territorios del Noroeste. En 1870, el Parlamento aprobó el Acta de Manitoba, creando la provincia de Manitoba.
En 1871, la Columbia Británica se unió a la Confederación y Macdonald prometió una conexión ferroviaria transcontinental con la provincia, algo que la oposición consideró poco realista y caro. En 1873, Isla del Príncipe Eduardo se unió a la Confederación, y Macdonald creó la Policía Montada del Canadá. Poco después, tuvo que dimitir de su cargo por el llamado Escándalo del Pacífico, cuando fue acusado de aceptar sobornos para la asignación de contratos en las obras del ferrocarril. Fue sustituido en el puesto por el líder liberal Alexander Mackenzie.
MacDonald volvió al poder en 1878, siguiendo con sus planes para finalizar el ferrocarril y con la potenciación del comercio interior frente a la industria extranjera. Pudo ver finalizadas las obras del ferrocarril en 1885.
El primer ministro John A. Macdonald organizó una política descrita como "etnocida" contra los amerindios de las llanuras centrales del país para apropiarse de sus tierras, causando intencionadamente hambrunas, ejecuciones arbitrarias y asimilación forzada de niños.
En 1891, volvió a ganar las elecciones, pero los 76 años que tenía en ese momento pesaron sobre su salud. El 29 de mayo sufrió una apoplejía, que le privó del habla, y que le provocó la muerte una semana después, el día 6 de junio.
| Predecesor: Puesto creado Alexander Mackenzie | Primer ministro de Canadá 1867 - 1873 1878 - 1891 | Sucesor: Alexander Mackenzie John Abbott |